# Station Mierczyce
Station Mierczyce is een spoorwegstation in de Poolse plaats Mierczyce.